# Alongamento

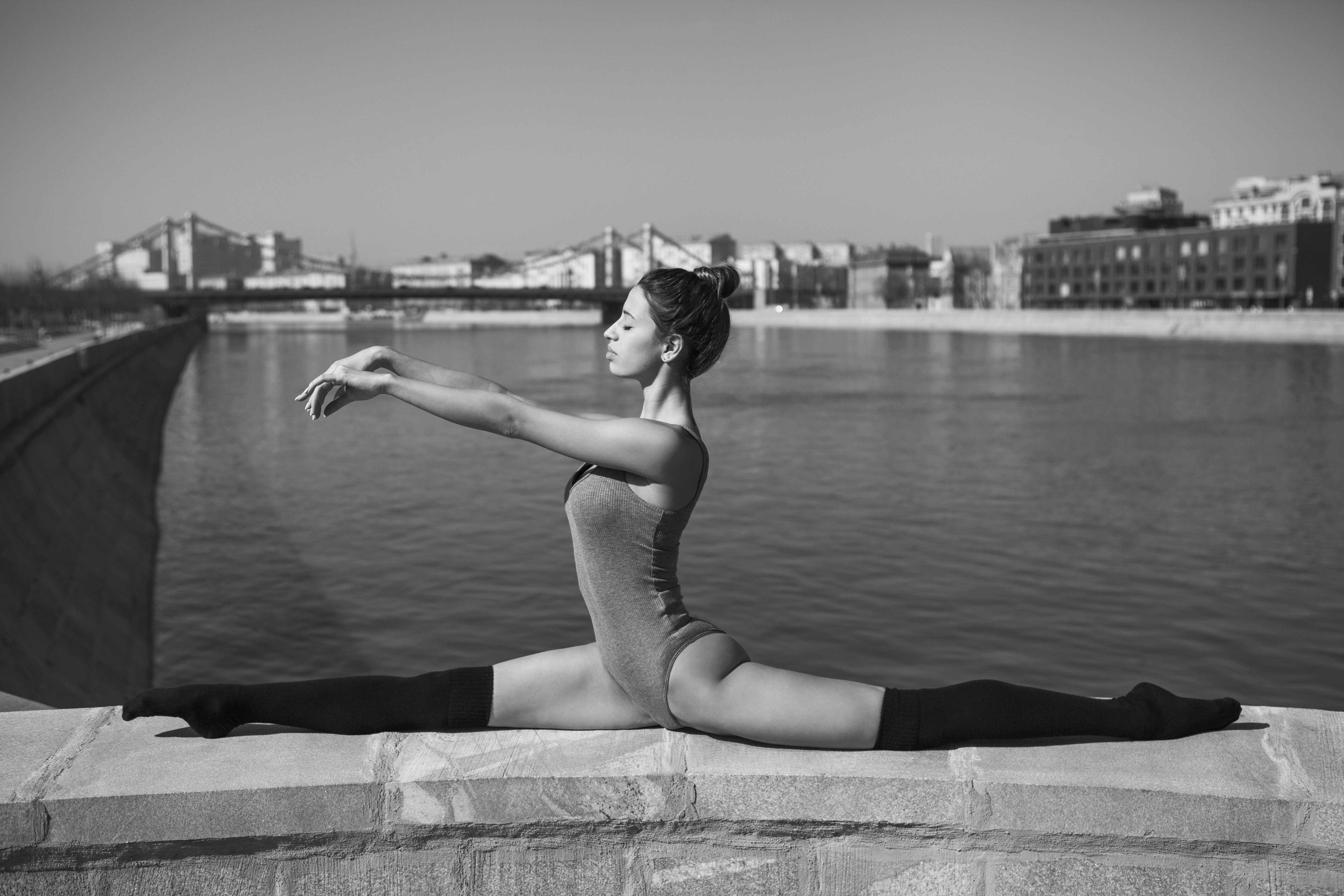
Samira Mustafaeva, ginasta rítmica russa

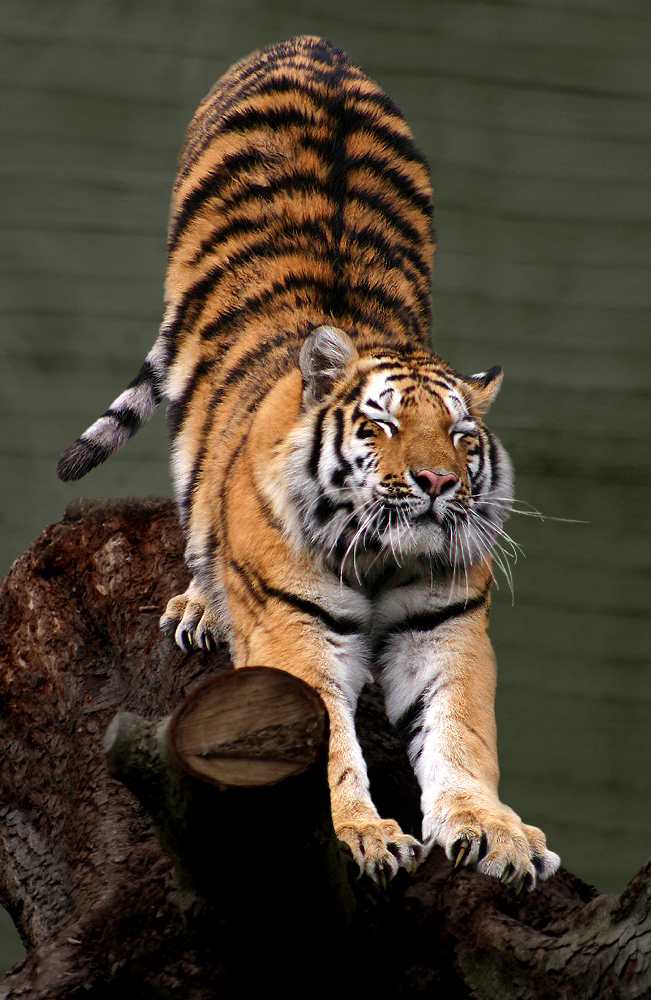
Um tigre-siberiano de alongamento

O alongamento é uma forma de exercício físico em que um músculo ou tendão específico (ou grupo muscular) é deliberadamente flexionado ou alongado para melhorar a elasticidade sentida do músculo e obter um tônus muscular confortável. O resultado é uma sensação de maior controle muscular, flexibilidade e amplitude de movimento. O alongamento também é usado terapeuticamente para aliviar cãibras e melhorar a função nas atividades diárias, aumentando a amplitude de movimento.
Em sua forma mais básica, o alongamento é uma atividade natural e instintiva; é realizado por humanos e muitos outros animais. Pode ser acompanhado de bocejos. O alongamento geralmente ocorre instintivamente após acordar do sono, após longos períodos de inatividade ou após sair de espaços e áreas confinadas. Não apenas vertebrados (mamíferos e pássaros), mas também aranhas foram encontradas exibindo alongamento em 2021.
Aumentar a flexibilidade através do alongamento é um dos princípios básicos da aptidão física. É comum os atletas se alongarem antes (para aquecimento) e após o exercício na tentativa de reduzir o risco de lesões e aumentar o desempenho. :42
O alongamento pode ser perigoso quando realizado incorretamente. Existem muitas técnicas de alongamento em geral, mas dependendo de qual grupo muscular está sendo alongado, algumas técnicas podem ser ineficazes ou prejudiciais, a ponto de causar hipermobilidade, instabilidade ou dano permanente aos tendões, ligamentos e fibras musculares. A natureza fisiológica do alongamento e as teorias sobre o efeito de várias técnicas estão, portanto, sujeitas a um intenso questionamento.
Embora o alongamento estático faça parte de algumas rotinas pré e pós-treino, um artigo de revisão publicado em janeiro de 2020 pela Sociedade Escandinava de Fisiologia Clínica e Medicina Nuclear indicou que o alongamento estático pré-exercício de fato reduz a força muscular geral e o desempenho máximo de um indivíduo. Além disso, esses achados apresentam um efeito uniforme, independentemente da idade, sexo ou status de treinamento do indivíduo. Por esse motivo, um aquecimento dinâmico ativo é recomendado antes do exercício em vez de alongamento estático.

## Fisiologia
Estudos esclareceram a função, no alongamento, de uma grande proteína dentro das miofibrilas dos músculos esqueléticos chamada titina. Um estudo realizado por Magid e Law demonstrou que a origem da tensão muscular passiva (que ocorre durante o alongamento) está na verdade dentro das miofibrilas, e não extracelular como se supunha anteriormente. Devido às salvaguardas neurológicas contra lesões, como o reflexo do tendão de Golgi, normalmente é impossível para os adultos alongar a maioria dos grupos musculares em seu comprimento máximo sem treinamento devido à ativação de antagonistas musculares quando o músculo atinge o limite de sua amplitude normal de movimento.

## Tipos de alongamentos
Os alongamentos podem ser estáticos ou dinâmicos, onde os alongamentos estáticos são realizados enquanto os alongamentos estacionários e dinâmicos envolvem o movimento do músculo durante o alongamento. Os alongamentos também podem ser ativos ou passivos, onde os alongamentos ativos usam forças internas geradas pelo corpo para realizar um alongamento e os alongamentos passivos envolvem forças de objetos externos ou pessoas para realizar o alongamento. Os alongamentos podem envolver componentes passivos e ativos.

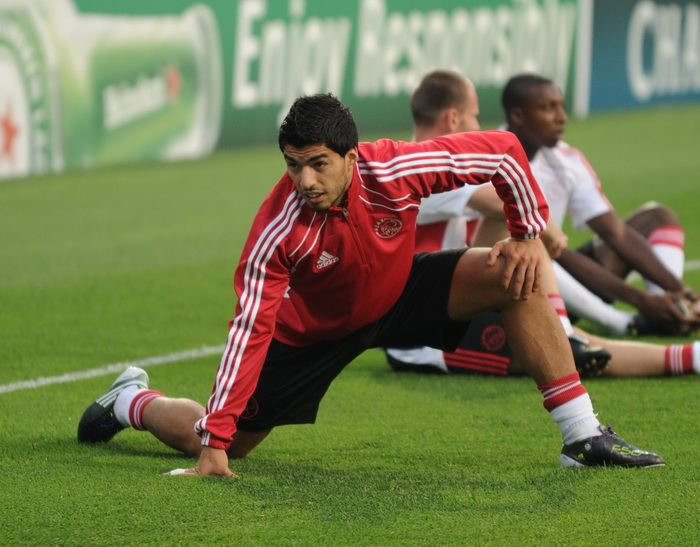
Jogador de futebol Luis Suárez se alongando antes de uma partida.
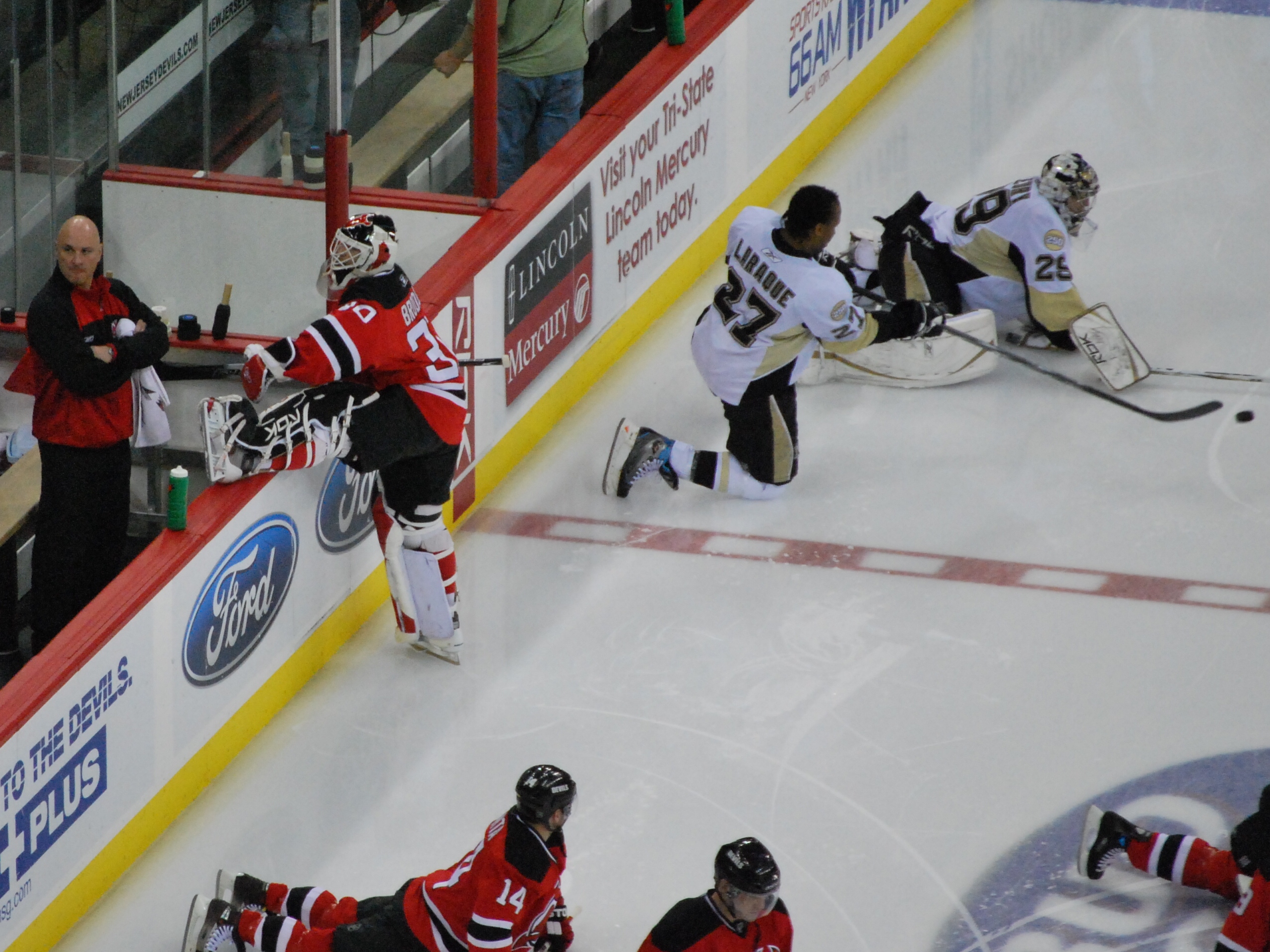
Martin Brodeur se alongando no banco dos Devils durante o aquecimento.
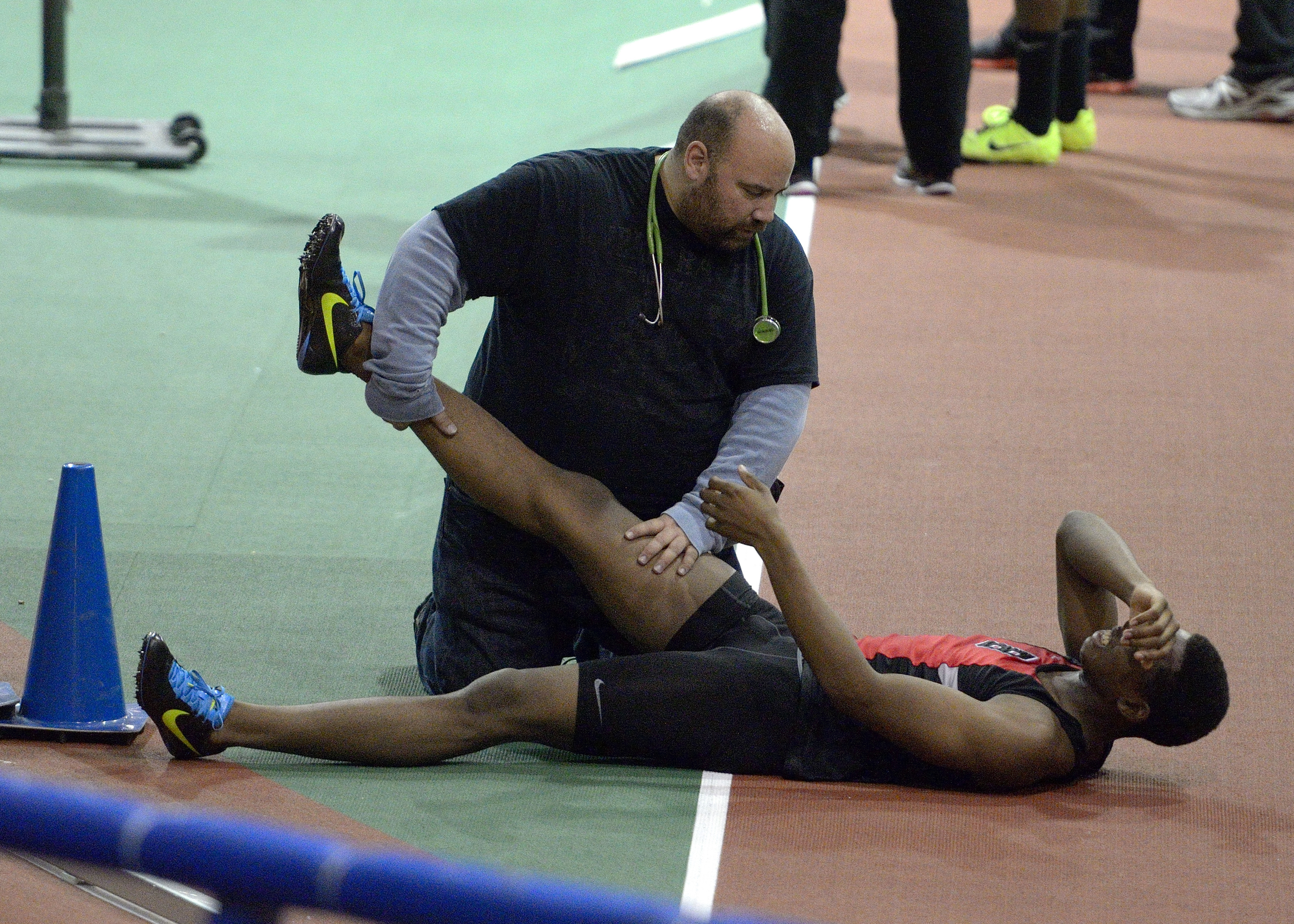
O alongamento assistido pode ser realizado quando o atleta não consegue se alongar de forma ideal de forma independente. Por exemplo, durante as cãibras dos isquiotibiais, a ajuda para alongar os músculos pode ajudar.
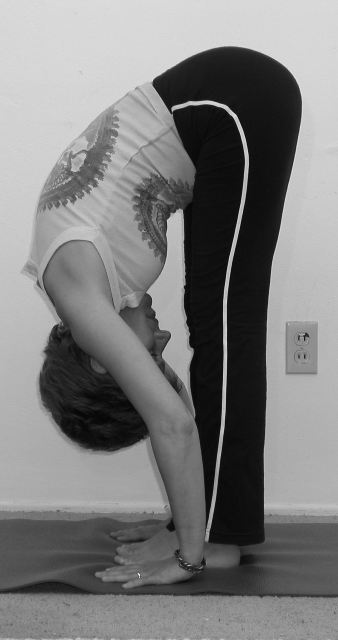
Alongamento de Ioga Asana

### Alongamento dinâmico
O alongamento dinâmico é um alongamento baseado em movimento que visa aumentar o fluxo sanguíneo em todo o corpo, ao mesmo tempo em que relaxa as fibras musculares. Alongamentos dinâmicos padrão normalmente envolvem contração ativa lenta e controlada dos músculos. Um exemplo de um alongamento tão dinâmico são os lunges. Outra forma de alongamento dinâmico é o alongamento balístico, que é um alongamento ativo que envolve saltar ou balançar para frente e para trás em alta velocidade para levar um músculo além de sua amplitude de movimento típica usando impulso. O alongamento balístico também pode ser realizado com ferramentas como faixas de resistência para aumentar a intenção entre as séries, a fim de aquecer rapidamente o corpo. O alongamento balístico pode causar danos às articulações.

### Alongamento estático
Os alongamentos estáticos mais simples são os alongamentos estático-passivos, de acordo com os resultados da pesquisa. Isso leva a articulação à sua amplitude de movimento final e a mantém lá usando forças externas. Existem formas mais avançadas de alongamento estático, como a facilitação neuromuscular proprioceptiva (FNP), que envolve tanto contrações musculares ativas quanto forças externas passivas.:42 O alongamento do FNP pode envolver a contração dos músculos antagonistas, dos músculos agonistas ou de ambos.